# Душан Петковић (одбојкаш)
Душан Петковић (Ниш, 27. јануара 1992) је српски одбојкаш који игра на позицији коректора. Наступа за Падову и репрезентацију Србије.

## Клупска каријера
Душан Петковић је почео да игра одбојку у ОК „Наисус 97” из Ниша. Од лета 2007. године је почео да игра за ОК ВГСК из Великог Градишта који се тада такмичио у Суперлиги. Ту је остао две године, а након тога потписао за ОК Раднички Крагујевац. У клуб га је довео тренер Слободан Ковач у сезони 2009/10. Са Радничким већ у својој првој сезони (сезона 2009/10.) осваја Суперлигу Србије и титулу првака државе. Након завршетка сезоне и напуњених 18 година Петковић прелази у ОК Црвена звезда са којим потписује четворогодишњи уговор.
У сезони 2010/11. са новим клубом осваја Куп Србије. У октобру 2012. године осваја Суперкуп. Титулу првака државе осваја већ наредне године у сезони 2011/12.. У овој сезони Петковић је био најбољи играч финала плеј-офа, најбоље оцењени појединац целокупног шампионата према извештачима Спортског журнала и најбољи поентер Супер лиге. У сезони 2011/12. са Звездом је играо у ЦЕВ купу, а тим је стигао до 1/8 финала
Првак државе постаје и следеће сезоне — 2012/13., а такође осваја и Куп Србије. Те сезоне је поново био најбоље оцењен играч у Суперлиги Србије. У октобру 2013. са звездом поново осваја Суперкуп Србије. У европским такмичењима са Звездом је ове сезоне играо Лигу шампиона у којој је клуб завршио такмичење у групи, као последње пласирани.
У сезони 2013/14. са Звездом други пут заредом осваја Куп Србије. Ове сезоне је постао капитен ОК Црвена звезда. У сезони 2013/14. са клубом је играо Челенџ куп, у коме је тим стигао до четвртфинала где је поражен од Нанта.

## Репрезентативна каријера
На Светском јуниорском првенству 2011. године је учествовао са репрезентацијом Србије и освојио бронзану медаљу. Од 2013. године је почео да се такмичи за Сениорску одбојкашку репрезентацију Србије. Исте године је на Европском првенству са репрезентацијом Србије освојио бронзану медаљу. Такође је са репрезентацијом учествовао на Европском првенству за мушкарце до 23 године које се по први пут одржало 2013. године. Том приликом осваја сребрну медаљу.